# Bertrand de Sivray
Ne doit pas être confondu avec Louis Bertrand de Sivray.
 (juin 2015).
Si vous disposez d'ouvrages ou d'articles de référence ou si vous connaissez des sites web de qualité traitant du thème abordé ici, merci de compléter l'article en donnant les références utiles à sa vérifiabilité et en les liant à la section « Notes et références ».
Bertrand de Sivray  est un écrivain de romans pour la jeunesse dont l'activité est liée aux éditions de Montsouris.